# Cultura del vaso campaniforme in Sardegna

Migrazioni e diffusione del vaso campaniforme in Europa

La cultura del vaso campaniforme in Sardegna apparve nel 2100 a.C. circa (o nel 2300 a.C. o prima), durante l'ultima fase del Calcolitico, sostituendosi o amalgamandosi alla precedente cultura di Monte Claro, e si sviluppò fino all'antica età del bronzo nel 1900-1800 a.C. circa, fino a sfociare nella cultura di Bonnanaro, considerata il primo stadio della civiltà nuragica.

## Origine
Il vaso campaniforme, che dà il nome alla cultura, comparve per la prima volta nei contesti calcolitici del Portogallo centrale presso i siti di Zambujal e di Vila Nova de São Pedro, agli inizi del III millennio a.C. (2900 a.C. circa). I dati in possesso degli archeologi sembrerebbero indicare che una prima espansione del vaso campaniforme partì dalla costa atlantica portoghese (estuario del Tago) verso il nord raggiungendo il delta del Reno e l'Europa centrale, da qui successivamente il campaniforme si fuse con la cultura della ceramica cordata (che si estendeva a gran parte della Scandinavia e dell'Europa centrale e orientale fino alla Russia) e ripartì in un movimento migratorio detto di "riflusso" (Ruckstorm in tedesco) verso il nord-ovest (Isole britanniche) e verso il sud-ovest raggiungendo nuovamente la penisola iberica dalla quale, in questa seconda ondata, si diffuse anche in Sardegna.
Tramite la Sardegna il bicchiere campaniforme fece poi la sua comparsa nella Sicilia occidentale dove si registra inoltre l'introduzione di forme architettoniche megalitiche.
(Sebastiano Tusa, Sicilia terra di frontiera tra la fine del III e gli inizi del II millennio a.C., 2020)

## Cronologia
La cultura del vaso campaniforme in Sardegna è caratterizzata dal classico bicchiere a forma di campana. Lo stile e la decorazione delle ceramiche (inizialmente a decorazione impressa a pettine, successivamente ad incisione ed infine inornate) consentono di suddividere il campaniforme sardo in tre fasi cronologiche principali:
- A1 o Facies del campaniforme marittimo-internazionale (2100-2000 a.C.)
- A2 o Facies italiana-sulcitana (2000-1900 a.C.)
- B o Facies del campaniforme inornato / Padre Jossu (1900-1800 a.C.)

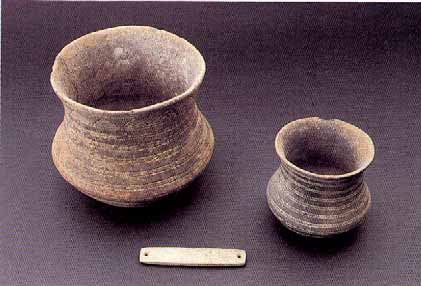
Vasi campaniformi e brassard dalla tomba di Marinaru (Sassari)

Le varie fasi del campaniforme sardo mostrano l'avvicendarsi di due componenti: la prima "franco-iberica" e la seconda "centro-europea":

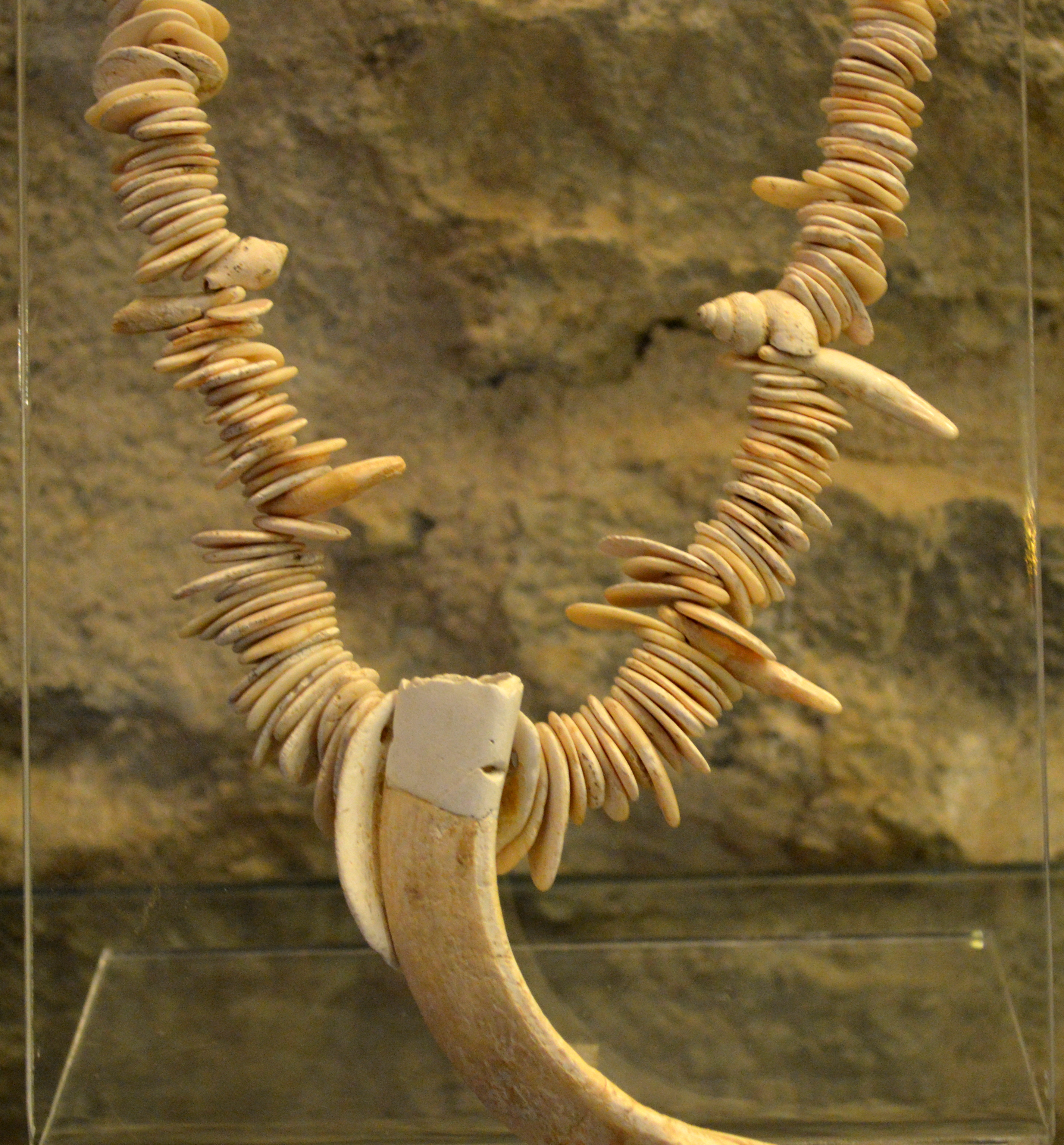
Collana dal museo di Villa Abbas, Sardara

(Ceramiche. Storia, linguaggio e prospettive in Sardegna, Maria Rosaria Manunza, p.26)

## Cultura materiale

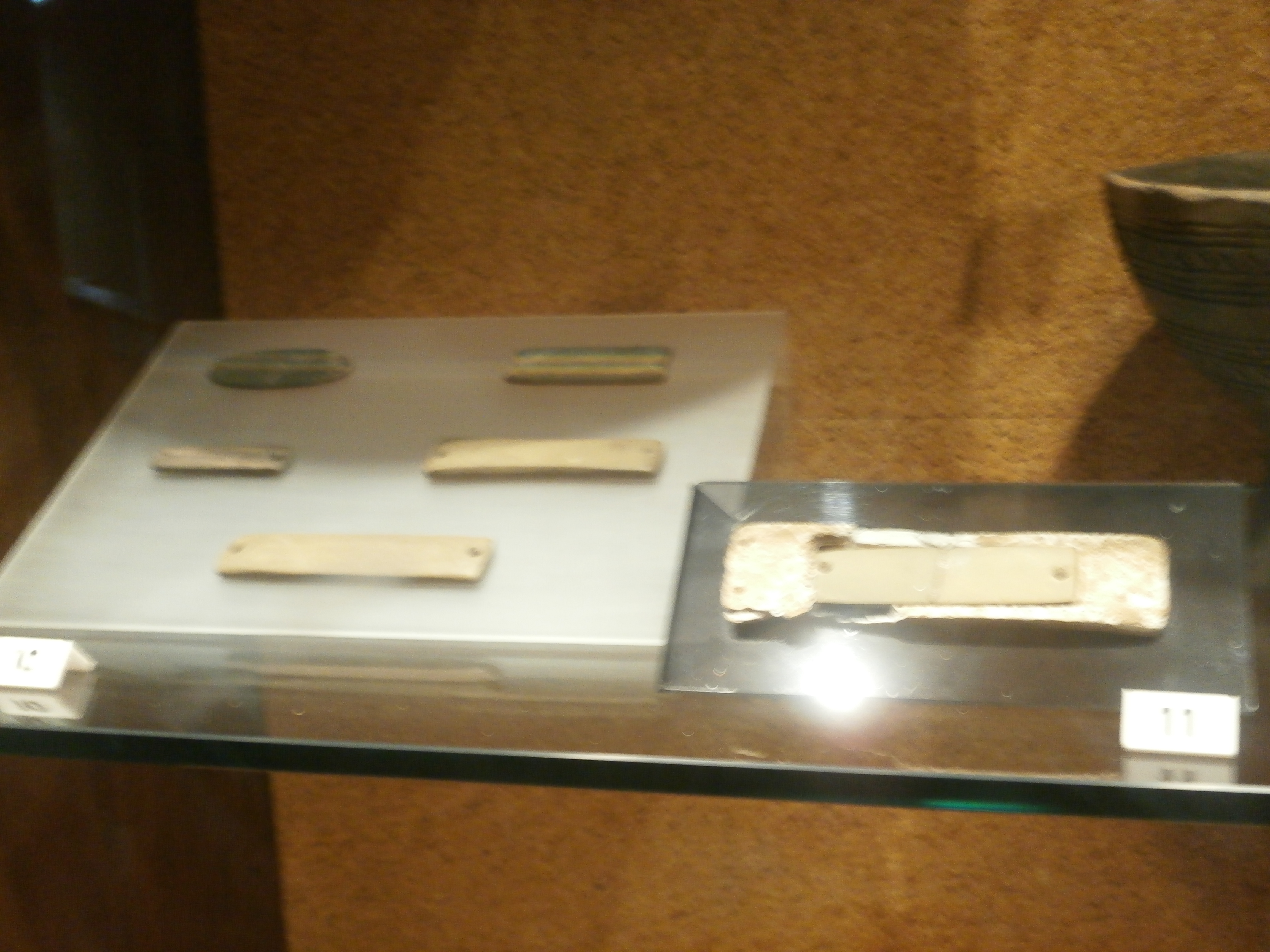
Guardapolsi in pietra, Museo archeologico nazionale di Cagliari

Quasi tutti i reperti campaniformi provengono da sepolture (generalmente domus de janas esistenti dal neolitico e riutilizzate, ma è documentata anche l'inumazione individuale entro cista litica a Santa Vittoria-Nuraxinieddu) che hanno restituito corredi funerari tra i quali figurano i caratteristici brassard (generalmente in pietra) per la protezione degli avambracci degli arcieri e vari oggetti ornamentali tra cui le collanne di conchiglie o zanne di animali e i bottoni con perforazione a V. 
Fra gli oggetti in metallo si segnalano i pugnali a lama triangolare e gli spilloni ma compaiono anche per la prima volta sull'isola manufatti in oro (torque dalla tomba di Bingia 'e Monti di Gonnostramatza). In selce venivano realizzate invece le punte delle frecce.

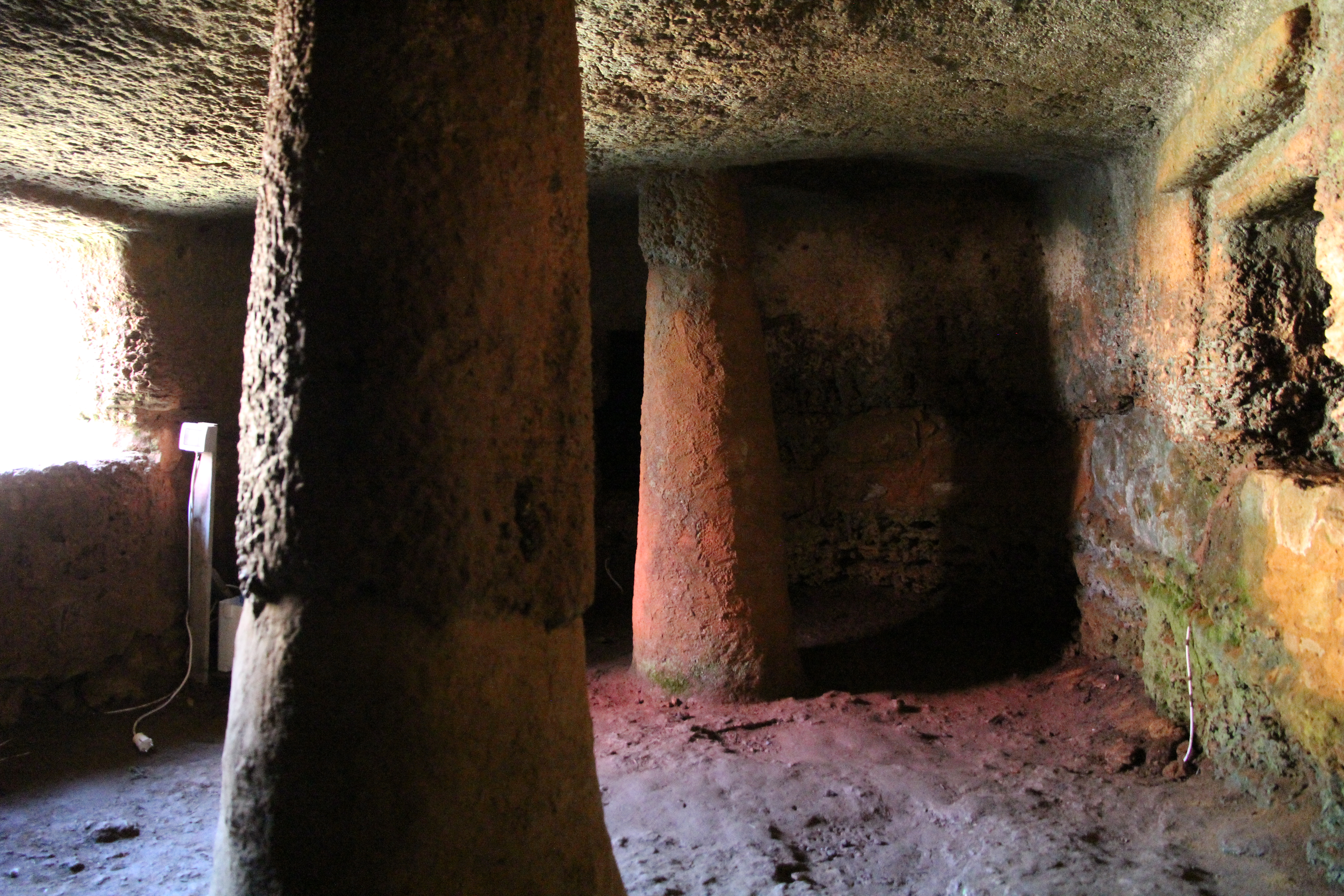
Necropoli di Anghelu Ruju

## Insediamenti

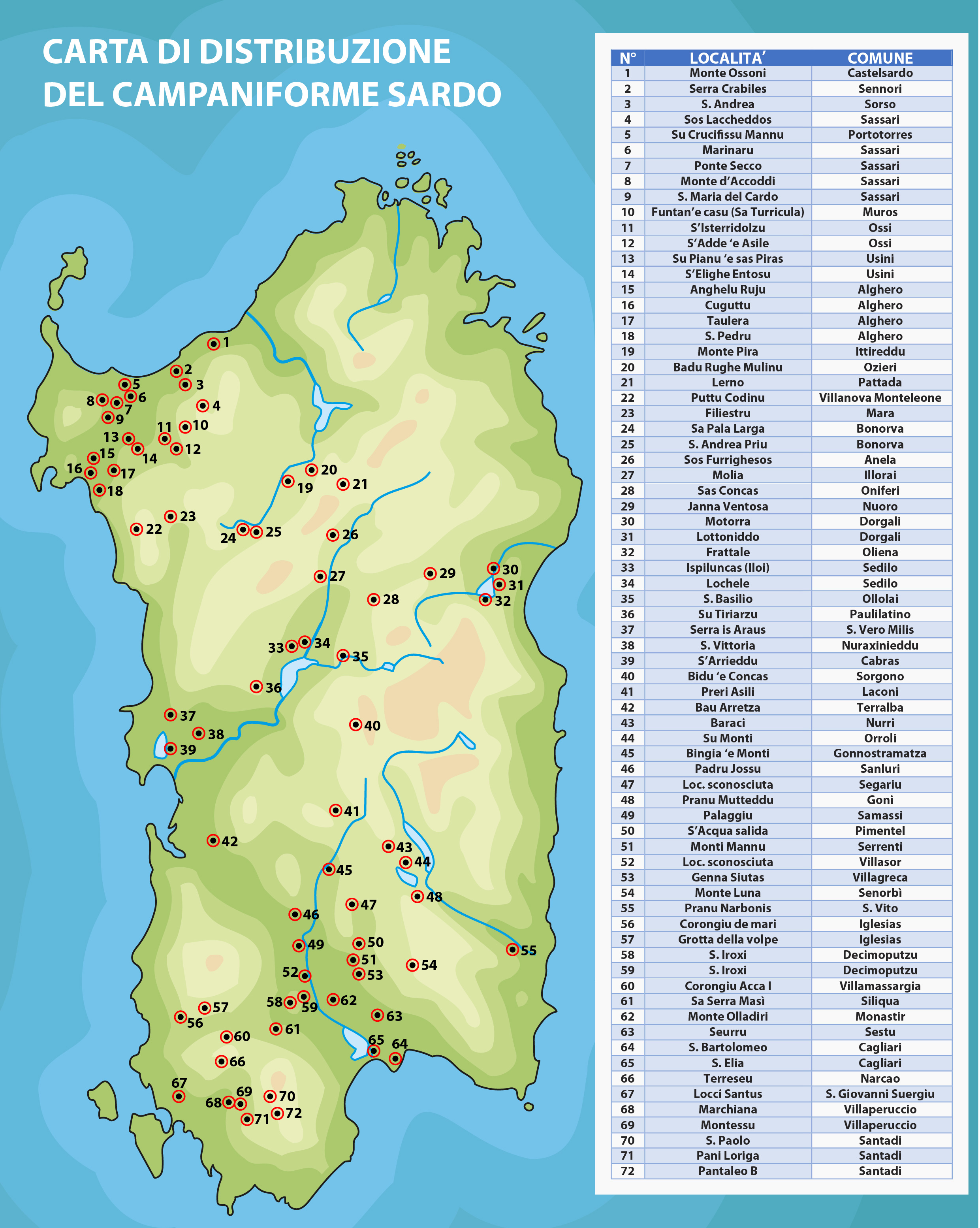
Carta del campaniforme sardo

In totale sono circa settanta i siti interessati dal campaniforme in Sardegna, concentrati perlopiù lungo tutta la costa occidentale, dalla Nurra al Sulcis-Iglesiente, e nel Campidano, con qualche stanziamento ad est, nel Dorgalese e nel Sarrabus.
Spariscono quasi del tutto gli antichi villaggi all'aperto delle genti Monte Claro che vengono abbandonati dopo secoli di occupazione (forse a causa di cambiamenti climatici o scontri tribali con i nuovi arrivati) mentre sono noti solo tre insediamenti attribuibili specificatamente a questa cultura (Monte Ossoni di Castelsardo, Monte Ollàdiri di Monastir e Palaggiu di Samassi), ciò ha fatto pensare che i suoi portatori fossero genti nomadi probabilmente dimoranti in tende o grotte. 
(Giovanni Ugas in La Sardegna preistorica. Storia, materiali, monumenti. Carlo Delfino editore p.229)
Secondo Gary e Maud Webster a seguito di incursioni dei campaniformi furono abbandonati anche l'altare di Monte d'Accoddi e la fortificazione di Monte Baranta, nel nord-ovest. Entità portatrici del bicchiere campaniforme potrebbero aver indotto la migrazione forzata della cultura Monte Claro in insediamenti di rifugio come Sa Sedda de Biriai (Oliena).
Un unicum in Sardegna è rappresentato dal sito di Guardiole, nell'isola di Caprera. Il complesso, costituito da un grande recinto megalitico rettangolare e da altre costruzioni, mostra evidenti similitudini con l'insediamento campaniforme di Ferrandell Olleza, nell'isola di Maiorca.

## Religione
Sconosciuti i luoghi di culto in cui le popolazioni del vaso campaniforme esplicavano le loro funzioni religiose; i resti di animali dell'ipogeo di Padru Jossu fanno pensare a sacrifici in onore di una divinità.
(Giovanni Ugas, Facies campaniformi dell'ipogeo di Padru Jossu (1998))

## Economia

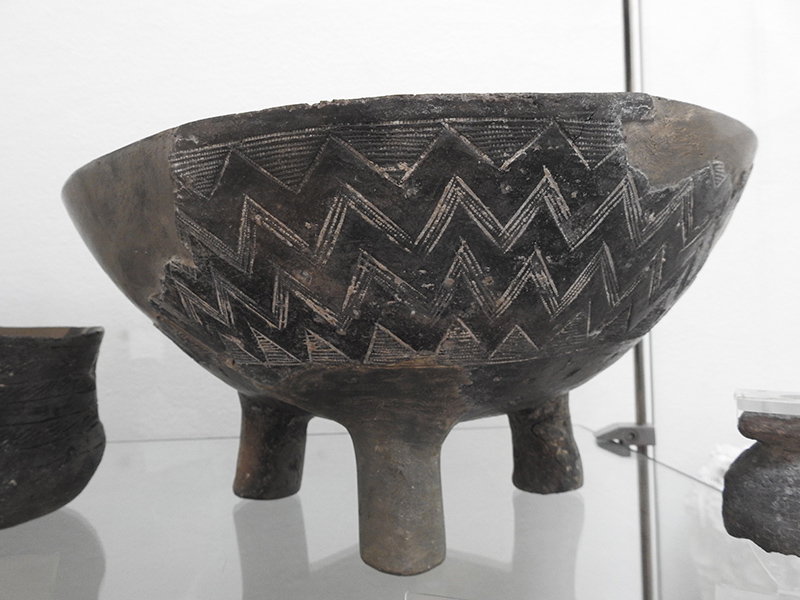
Vaso tetrapode dalla necropoli di Santu Pedru di Alghero

Le genti campaniformi per il loro sostentamento dipendevano principalmente dalla cerealicoltura (grano) e dell'allevamento di ovini e caprini.

## Ascrizione etnica
Le genti del vaso campaniforme, a differenza di quelle indigene caratterizzate dalla dolicomorfia (cranio allungato), erano perlopiù brachimorfe (cranio corto), forma cranica quasi inesistente in Sardegna nelle epoche precedenti che aumenta numericamente nel periodo campaniforme (15% circa) ed in particolar modo durante l'epicampaniforme (cultura di Bonnanaro), rimanendo tuttavia in minoranza e venendo rapidamente riassorbita geneticamente. 
La lingua parlata da queste popolazioni è sconosciuta, tuttavia alcuni studiosi hanno teorizzato che si trattasse di un qualche dialetto indoeuropeo di tipo centum possibilmente protoceltico.
È stato ipotizzato che queste genti, migrate dall'area franco-iberica in Sardegna tra III e II millennio a.C., fossero in qualche modo antenate, almeno in parte, dei Balari, antica etnia che occupava in epoca nuragica gran parte della Sardegna settentrionale per poi ritirarsi all'interno durante l'occupazione punica-romana.

## Paleogenetica

Vaso campaniforme dalla Grotta della Volpe di Iglesias

Gli individui protosardi di cultura campaniforme finora analizzati si differenziano da quelli dell'Europa continentale per la quasi totale assenza di geni legati ai pastori delle steppe occidentali dalla steppa pontico-caspica, mentre non si escludono apporti dai primi campaniformi della penisola iberica (pre-2000 a.C.), anch'essi privi della componente steppica.
(Marcus, Joseph H.; et al. (Febbraio 24, 2020). "Genetic history from the Middle Neolithic to present on the Mediterranean island of Sardinia")
Secondo uno studio del 2022 di Rémi Tournebize et al., l'apparizione del campaniforme coincide con un effetto del fondatore sull'isola (4114 ± 366 anni fa).
Un altro studio del 2022 di Manjusha Chintalapati et al., ha rilevato in alcuni individui protosardi una moderata ascendenza steppica che sarebbe giunta sull'isola nel 2600 a.C. circa.
In conclusione, sulla base dei cambiamenti profondi nella cultura materiale, è stato suggerito da diversi studiosi che il periodo del vaso campaniforme possa aver rappresentato un periodo di elevata mobilità e forse di consistente immigrazione verso la Sardegna. I dati sembrano compatibili con l'ipotesi di un certo afflusso di genti straniere, sufficiente a modificare i tratti morfometrici medi della popolazione isolana. Le prove genetiche attualmente non supportano né smentiscono questa possibilità, anche perché le zone di origine di questi migranti (Iberia, Midi francese ecc.), almeno fino all'età del bronzo, ospitavano popolazioni geneticamente simili a quelle già dimoranti in Sardegna.